# Helix
Helix es una banda de hard rock/heavy metal formada en 1974, de origen canadiense. Es popular por el sencillo de 1984 "Rock You". 

## Carrera
La alineación original consistía en el vocalista Brian Vollmer, los guitarristas Brent Doerner y Paul Hackman, el bajista Keith Zurbrigg y el baterista Brian Doerner. En 1992, Hackman falleció en un accidente en Vancouver. La banda grabó la canción "That Day Is Gonna Come", como un tributo a Hackman.
Helix grabó dos álbumes con sello independiente: Breaking Loose y White Lace & Black Leather en 1979 y 1981 respectivamente. Entonces firmaron con Capitol Records y grabaron algunos discos que fueron éxitos en Canadá en los ochenta, como No Rest For The Wicked, Walkin' The Razor's Edge y Long Way To Heaven. Walkin' The Razor's Edge vendió más de 100.000 copias en Canadá y 400.000 internacionalmente.
Helix ha girado junto a Kiss, Aerosmith, Rush, Mötley Crüe, Whitesnake, Night Ranger, Heart, Quiet Riot, W.A.S.P. y Motörhead.

## Discografía
- 1979 - Breakin' Loose
- 1981 - White Lace & Black Leather
- 1983 - No Rest for the Wicked
- 1984 - Walkin' the Razor's Edge
- 1985 - Long Way To Heaven
- 1987 - Wild In The Streets
- 1989 - Over 60 minutes with... (recopilación)
- 1990 - Back For Another Taste
- 1991 - The Early Years
- 1993 - It's A Business Doin' Pleasure
- 1998 - Half Alive in 1996
- 1999 - Deep Cuts The Best Of
- 1999 - B-Sides
- 2002 - Live! In Buffalo
- 2004 - Rockin' In My Outer Space
- 2004 - Never Trust Anyone Over 30
- 2004 - Rockin' You for 30 Years
- 2006 - Get Up!
- 2007 - The Power Of Rock And Roll
- 2009 - Bagavond Boobies
- 2010 - Smashs hits...Unplugged!
- 2014 - Bastard Of The Blues
- 2019 - Old School (14 de junio)